# 山梨県道・神奈川県道35号四日市場上野原線

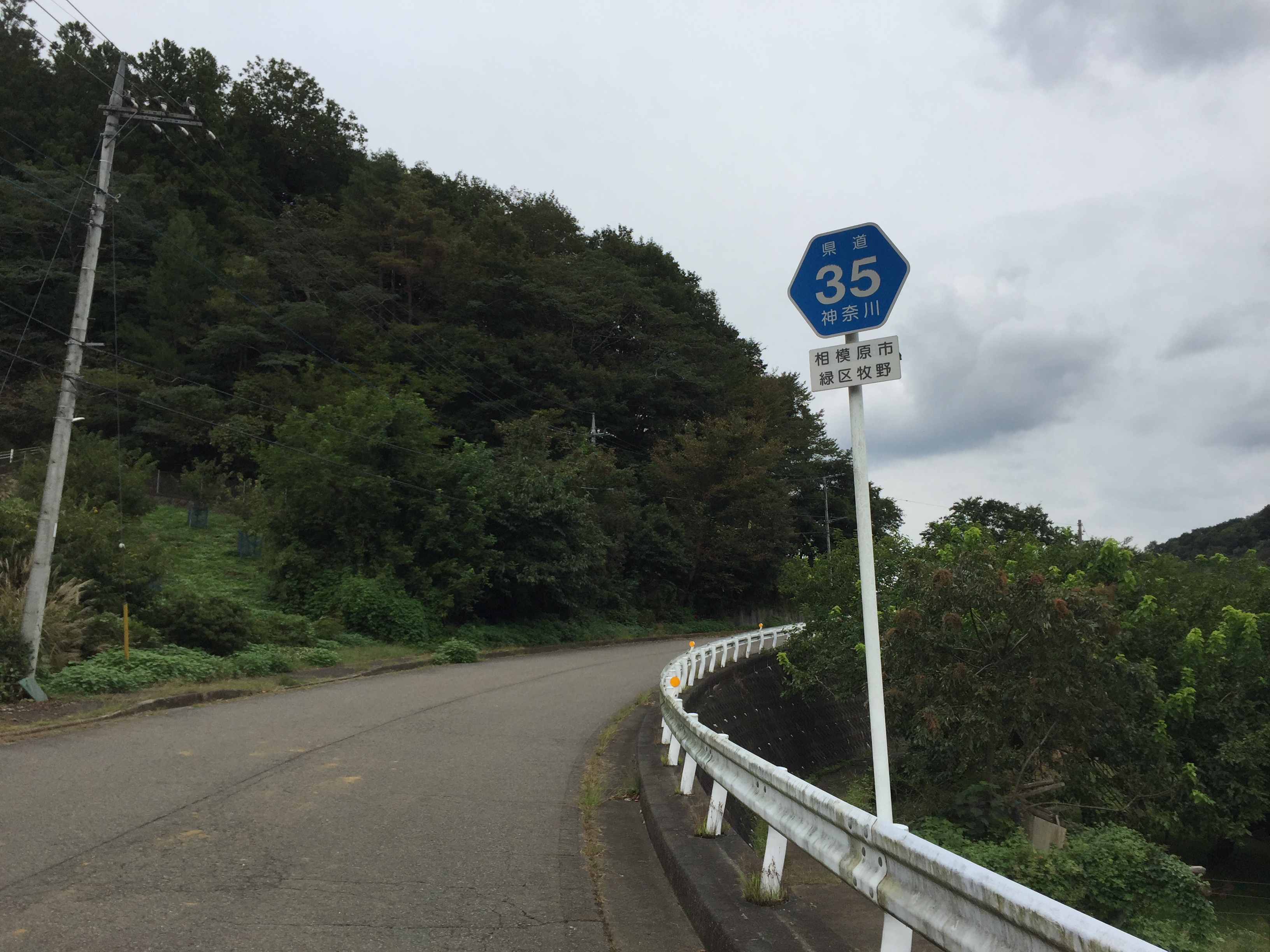
県道番号標示（神奈川県相模原市緑区牧野）

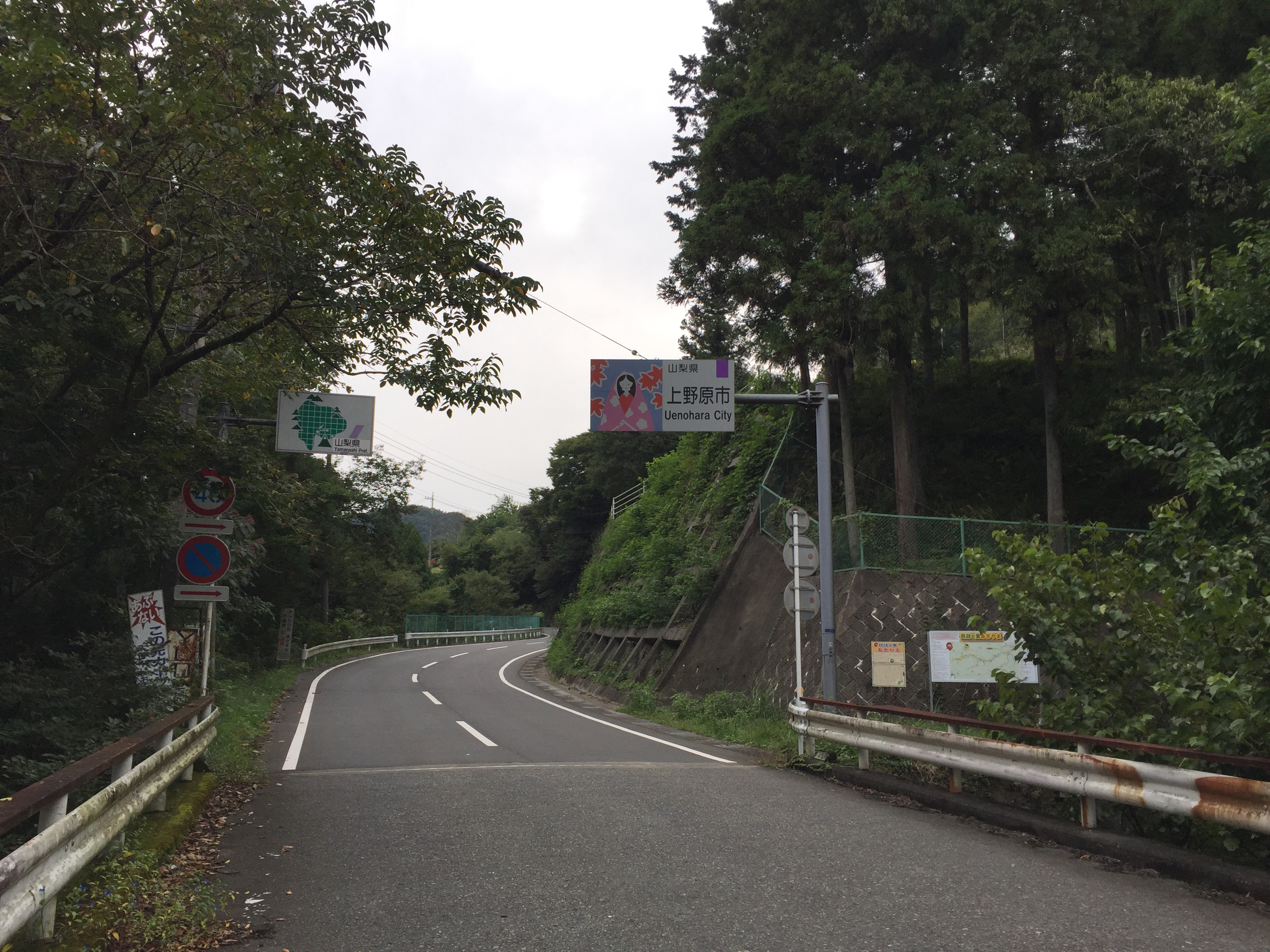
神奈川県（相模原市緑区牧野）・山梨県（上野原市秋山）境

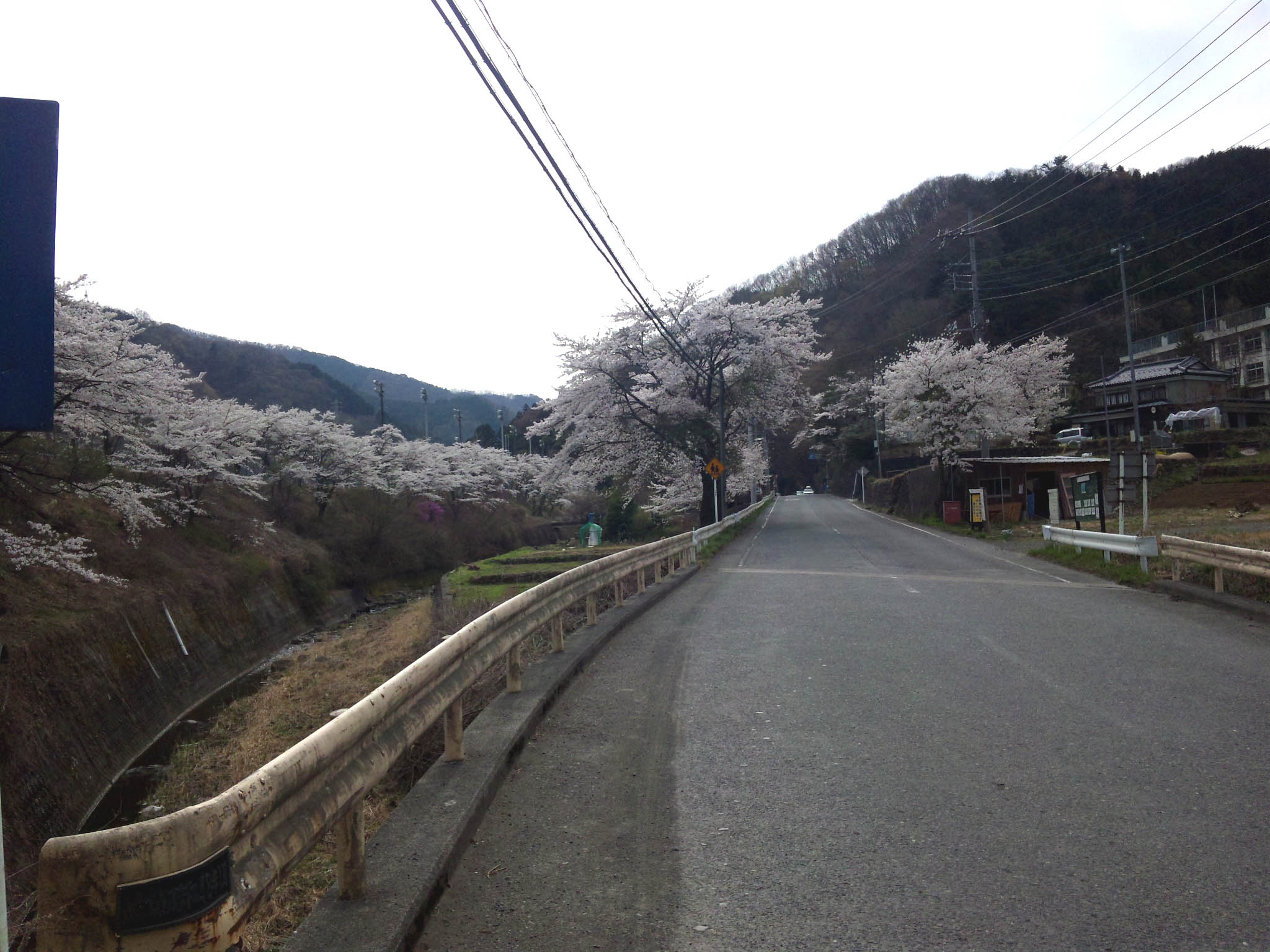
秋山川と山梨県道35号線

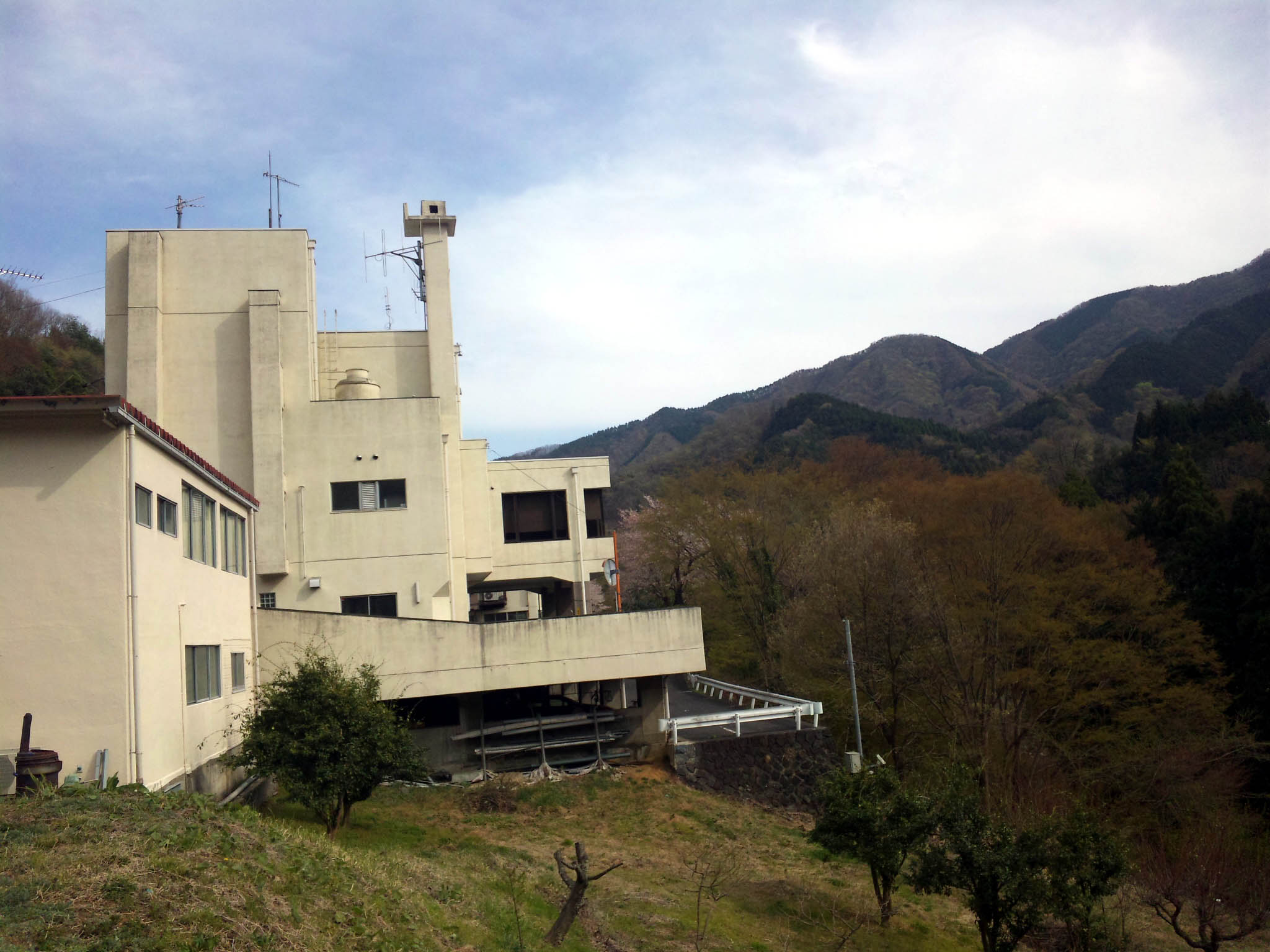
上野原市役所秋山支庁

山梨県道・神奈川県道35号四日市場上野原線（やまなしけんどう・かながわけんどう35ごう よっかいちばうえのはらせん）は、山梨県都留市から神奈川県相模原市緑区を経て山梨県上野原市に至る県道（主要地方道）である。

## 概要
四日市場上野原線は、都留市古川渡の国道139号線を起点として上野原市上野原の国道20号線に至る主要地方道である。都留市と上野原市を結ぶ唯一の幹線道路であり、地域の第二次緊急輸送道路にも指定されている。また、中央自動車道上野原インターチェンジと秋山地区を結ぶ唯一の幹線道路でもある。さらに、相模原市方面へと抜ける抜け道にもなっており、行楽シーズンには中央道の渋滞を避ける交通が集中することで混雑が発生することもある。

### 路線データ
- 起点 : 山梨県都留市（古川渡交差点＝国道139号交点）
- 終点 : 山梨県上野原市（新町二丁目交差点＝国道20号交点）
- 路線延長 : 約37.5 km

## 路線状況

### 都留市内
国道139号線古川渡を起点として、国道139号線都留バイパスと交差してから、禾生地区と盛里地区を抜ける。都留インターチェンジに近いことから、沿線には工場や物流センターが点在している。都留市立旭小学校付近から東に向かうと、中央新幹線の一部である山梨リニア実験線の朝日車両基地や雛鶴神社（都留市）がある。朝日車両基地付近からは急なヘアピンカーブと急勾配の坂で上野原市との市境である雛鶴峠に向けて急激に高度を上げる。雛鶴峠は標高650 mで、1987年（昭和62年）に開通した雛鶴トンネルが通る。旧トンネル（標高720 m）が存在するが現在は車両通行不可。

### 上野原市内
上野原市内においては、秋山・上野原両地区を結ぶ路線として機能している。秋山地区内では中央新幹線の建設に関連して道路整備も行われたため、各集落内に1.5車線ほどの道幅の箇所が点在するものの、おおむね良好な路線状況であるが、本路線は神奈川県域を一旦通過するとともに、神奈川県域では自動車の離合が困難な区間がほとんどであり、これが市内を行き来する際のボトルネックとなっている。ただし、上野原市秋山字桜井から同市鶴島にかけて延長1.9 kmの上野原市道田野入線が存在し、秋山トンネルの開削や架橋、既存道路の拡幅・直線化整備がされることでバイパス道路として機能している。したがって、秋山地区にある秋山温泉では、上野原インターチェンジや中央本線上野原駅からの経路として、路線状況が良好な市道田野入線を経由する経路を案内している。
また、上野原市鶴島地区内では、道幅の狭い箇所が多く、歩行者の安全の確保や自動車同士の安全な離合が行えないため、道幅の拡幅が計画されている。
上野原市秋山桜井の秋山トンネル手前から上野原市秋山中野の秋山支所までの区間は、雨量による交通規制が行われている。

### 相模原市内
相模原市緑区牧野地区内は、山間部の斜面沿いや集落を当道路が貫く形であるため、拡幅や改良の余地が少なく、急カーブや幅員の狭い箇所がいたるところに残されている。そのため、自動車の離合や大型車の通行は困難である。ただし、上野原駅と無生野を結ぶ路線バスはこの区間を通過している。
県道517号交点から牧野9194（山梨県境）にかけて、時間雨量30ミリ、連続200ミリを基準として通行止めの交通規制が行われる。

## 地理

### 通過する自治体
- 山梨県
都留市 - 上野原市
- 神奈川県
相模原市（緑区）
- 山梨県
上野原市

### 交差する道路
- 国道139号（都留市・古川渡交差点）
- 神奈川県道517号奥牧野相模湖線
- 山梨県道506号新田松留線（上野原市・島田駐在所前交差点）
- 中央自動車道上野原インターチェンジ
- 国道20号（上野原市・新町二丁目交差点）

### 沿線
- 禾生駅
- 都留市立禾生第一小学校
- 都留朝日郵便局
- 都留市立旭小学校
- 秋山郵便局
- 上野原市秋山支庁
- 上野原市立秋山小学校
- 上野原市立秋山中学校
- 秋山カントリークラブ
- 秋山温泉
- メイプルポイントゴルフクラブ
- 上野原市立島田中学校
- 上野原市立島田小学校
- 島田郵便局
- 上野原駅
- 上野原インターチェンジ
- 上野原市消防本部